# Daniele Mannocci
Daniele Mannocci (Prato, 14 novembre 1957) è un politico italiano, primo presidente della Provincia di Prato.

## Biografia
Nato a Prato nel 1957, ha lavorato come funzionario per la Cassa di Risparmio di Prato e per dieci anni è stato segretario della CISL pratese.
Alle elezioni provinciali del 1995, le prime per la neo-costituita Provincia di Prato, è stato candidato alla carica di presidente, sostenuto dalla lista Progetto Democratico (che comprendeva il Partito Democratico della Sinistra), dai Popolari e dal Patto dei Democratici. Dopo avere ottenuto il 48% al primo turno, Mannocci si aggiudica il ballottaggio totalizzando il 68,2% delle preferenze contro le 31,8% del candidato di centro-destra Goffredo Borchi. Ricandidato alle elezioni del 1999, viene riconfermato presidente al primo turno con il 50,8% dei voti.
Nel 2004 è eletto al consiglio comunale di Prato per la Margherita e ha ricoperto la carica di presidente del consiglio comunale fino al giugno 2009.